# Уитакер, Пернелл
Пернелл Уитакер (англ. Pernell Whitaker; 2 января 1964 — 14 июля 2019) — американский боксёр-профессионал, выступавший в лёгкой, 1-й полусредней, полусредней и 1-й средней весовых категориях. В любительском боксе — серебряный призёр Чемпионата мира по боксу 1982, победитель Панамериканских игр 1983 года, олимпийский чемпион 1984 года в лёгкой весовой категории. Абсолютный чемпион мира (1990). Чемпион мира в лёгкой (версия IBF, 1989—1991; версия WBC, 1989—1991; версия WBA, 1990—1991), 1-й полусредней (версия IBF, 1992), полусредней (версия WBC, 1993—1997) и 1-й средней (версия WBA, 1995) весовых категориях. В 2002 году журнал «Ринг» поставил его на 10 место в списке 100 лучших боксёров за последние 80 лет.

## Профессиональная карьера

### 1984—1987
Дебютировал в ноябре 1984 года.
В марте 1987 выиграл у бывшего чемпиона мира по версии WBA Роджера Мэйвезера.

### 12 марта 1988Хосе Луис Рамирес —Пернелл Уитакер
- Место проведения:  Стад де Леваллуа, Леваллуа-Перре, О-де-Сен, Франция
- Результат: Победа Рамиреса раздельным решением в 12-раундовом бою
- Статус: Чемпионский бой за титул WBC в лёгком весе (2-я защита Рамиреса)
- Рефери: Луис Карлос Гусман
- Счет судей: Харри Гиббс (113—117 Уитакер), Ньютон Кампос (118—113 Рамирес), Луи Мишель (116—115 Рамирес)
- Вес: Рамирес 61,20 кг; Уитакер 61,10 кг
- Трансляция: ABC

В марте 1988 года Уитакер во Франции встретился с осевшим там мексиканцем Хосе Луисом Рамиресом. Уитакер весь бой работал 2-м номером, много двигаясь по рингу. Рамирес безуспешно пытался его догнать, пропуская контратаки. Удары Уитакера по точности превосходили удары мексиканца. Однако судьи по итогам 12 раундов победу раздельным решением отдали Рамиресу. Решение было скандальным. При объявлении судейских оценок Уитакер был в шоковом состоянии. Один из комментаторов ABC сказал, что по его мнению Уитакер победил с разницей в три очка. В послематчевом интервью тренер Уитакера заявил, что его бойца ограбили судьи.

### 1988—1989
В феврале 1989 года Уитакер победил чемпиона мира в лёгком весе по версии IBF Грега Хогена.
В апреле 1989 года он защитил титул, победив непобеждённого Луи Ломели.

### 20 августа 1989Пернелл Уитакер —Хосе Луис Рамирес
- Место проведения:  Зе Скоуп, Норфолк, Виргиния, США
- Результат: Победа Уитакера единогласным решением в 12-раундовом бою
- Статус: Чемпионский бой за вакантный титул WBC в лёгком весе; чемпионский бой за вакантный титул IBF в лёгком весе (2-я защита Уитакера)
- Рефери: Крис Уоллесон
- Счет судей: Сид Натан (117—111), Мигель Донате (120—108), Ларри О’Коннелл (120—109) — все в пользу Уитакера
- Вес: Уитакер 61,10 кг; Рамирес 60,80 кг
- Трансляция: ABC

В августе 1989 года состоялся реванш между Уитакером и Хосе Луисом Рамиресом. На этот раз бой проходил в США. Уитакер имел большое преимущество. Работая 2-м номером, он держал противника на дистанции. Точность ударов американца значительно превосходила аналогичный показатель мексиканца. Уитакер победил с разгромным счётом.

### 1989—1990
В феврале 1990 года состоялся объединительным бой в лёгком весе между чемпионом IBF Пернеллом Уитакером и чемпионом WBC Фреди Пенделтоном. Уитакер победил по очкам и унифицировал титулы.
В мае 1990 года Уитакер победил Азуму Нельсона.
В августе 1990 года состоялся бой за звание абсолютного чемпиона в лёгком весе между Пернеллом Уитакером и Хуаном Насарио. Не обладающий сильным ударом, Уитакер нокаутировал противника в 1-м раунде.

### 23 февраля 1991Пернелл Уитакер —Энтони Джонс
- Место проведения:  Сизарс Палас, Лас-Вегас, Невада, США
- Результат: Победа Уитакера единогласным решением в 12-раундовом бою
- Статус: Чемпионский бой за титул WBC в лёгком весе (4-я защита Уитакера); чемпионский бой за титул WBA в лёгком весе (1-я защита Уитакера); чемпионский бой за титул IBF в лёгком весе (6-я защита Уитакера)
- Рефери: Миллс Лейн
- Счет судей: Джерри Рот (120—108), Дейв Моретти (119—109), Джозеф Паскуале (120—108) — все в пользу Уитакера
- Вес: Уитакер 66,68 кг; Джонс 66,20 кг
- Трансляция: HBO
- Счёт неофициального судьи: Харольд Ледерман (118—110 Уитакер)

В феврале 1991 года Уитакер вышел на ринг против Энтони Джонса. Чемпион намного превзошёл противника в точности ударов. По итогам 12-ти раундов судьи отдали победу Уитакеру с разгромным счётом.

### 1991—1993
В июле 1991 года он победил непобеждённого Поликарпо Диаса.
В октябре 1991 года Уитакер победил Хорхе Паэса. После этого он поднялся в 1-й полусредний вес.
В июле 1992 года Уитакер победил чемпиона мира в 1-м полусреднем весе по версии IBF Рафаэля Пинеду. После этого Уитакер поднялся в полусредний вес.
В марте 1993 года Пернелл Уитакер победил чемпиона мира в полусреднем весе по версии WBC Бадди Макгирта.

### 10 сентября 1993Пернелл Уитакер —Хулио Сесар Чавес
- Место проведения:  Аламодоум, Сан-Антонио, Техас, США
- Результат: Ничья решением большинства в 12-раундовом бою
- Статус: Чемпионский бой за титул WBC в полусреднем весе (1-я защита Уитакера)
- Рефери: Джо Кортес
- Счет судей: Джек Вудрафф (115—113 Уитакер), Микки Вонн (115—115), Франц Марти (115—115)
- Вес: Уитакер 65,77 кг; Чавес 64,41 кг
- Трансляция: Showtime SET

В сентябре 1993 года Пернелл Уитакер встретился с поднявшимся в полусредний вес непобеждённым чемпионом в 1-м полусреднем весе по версии WBC Хулио Сесаром Чавесом. Уитакер доминировал в бою за счёт скорости. Чавес никак не мог в него попасть. Тем не менее судьи большинством голосов объявили ничью. Решение было скандальным.

### 1994—1997
В марте 1994 года Уитакер победил Сантоса Кардону.
В октябре 1994 года он вновь победил Бадди Макгирта.
В марте 1995 года Уитакер поднялся в 1-й средней вес и победил чемпиона по версии WBA Хулио Сесара Васкеса.Пернелл стал чемпионом в 4 весовых категориях. После этой победы Уитакер стал лишь 4 на тот момент боксёром кому покорялось это достижение.
В августе 1995 года он победил Гэри Джейкобса.
В ноябре 1995 года Уитакер нокаутировал Джейка Родригеса.
В апреле 1996 года Уитакер встретился с непобеждённым пуэрториканцем Вильфредо Риверой. Раздельным решением судей победителем был объявлен чемпион.
В сентябре 1996 года Уитакер встретился во 2-й раз с Вильфредо Риверой. На этот раз Уитакер победил единогласным решением судей.

### 24 января 1997Пернелл Уитакер —Диосбелис Уртадо
- Место проведения:  Конвеншн Центр, Атлантик-Сити, Нью-Джерси, США
- Результат: Победа Уитакера техническим нокаутом в 11-м раунде в 12-раундовом бою
- Статус: Чемпионский бой за титул WBC в полусреднем весе (8-я защита Уитакера)
- Рефери: Артур Мерканти младший
- Счет судей: Джон Стюарт (92—93), Ласаро Карраско (92—94), Сержио Силви (91—96) — все в пользу Уртадо
- Время: 1:52
- Вес: Уитакер 66,68 кг; Уртадо 66,20 кг
- Трансляция: HBO
- Счёт неофициального судьи: Харольд Ледерман (93—92 Уитакер)

В январе 1997 года Уитакер встретился с непобеждённым кубинцем Диосбелис Уртадо. В начале 1-го раунда Уртадо в 1-й же атаке пробил правый хук в голову, после чего Уитакер оказался на полу. Американец сразу же поднялся. Во время отсчёта нокдауна американец засмеялся. Кубинец много двигался по рингу и работал 2-м номером. В конце 5-го раунда Уртадо пробил несколько ударов по спине наклонившегося соперника. Рефери оштрафовал кубинца на одно очко. В середине 6-го раунде Уртадо провёл двойку в голову американца. Удары не были сильными, но неудачно стоявший Уитакер не удержался и опустился на колено. Рефери отсчитал нокдаун. Американец не согласился с рефери. В середине 11-го раунда Уитакер у канатов пробил левый хук в голову. Уртадо пошатнулся. Американец выбросил ещё девять подряд точных левых крюков в голову. Претендент безжизненно повис между канатами. Рефери, поздно вмешавшись, прекратил бой. Избитый кубинец приходил в себя несколько минут.

### 12 апреля 1997Пернелл Уитакер —Оскар Де Ла Хойя
- Место проведения:  Томас энд Мэк Центр, Лас-Вегас, Невада, США
- Результат: Победа Де Ла Хойи единогласным решением в 12-раундовом бою
- Статус: Чемпионский бой за титул WBC в полусреднем весе (9-я защита Уитакера)
- Рефери: Миллс Лейн
- Счет судей: Чак Джиампа (115—111), Джерри Рот (116—110), Дэлби Ширли (116—110) — все в пользу Де Ла Хойи
- Вес: Уитакер 66,22 кг; Де Ла Хойя 66,20 кг
- Трансляция: HBO TVKO
- Счёт неофициального судьи: Харольд Ледерман (103—104 Де Ла Хойя) — оценки после 11-го раунда

В марте 1997 года состоялся между бой Пернеллом Уитакером и непобеждённым чемпионом в 3-х весовых категориях Оскаром Де Ла Хойей. В течение боя Де Ла Хойя несколько раз менял стойку с правши на левшу. В конце 3-го раунда Уитакер во время атаки головой ударил противника в лоб. Де Ла Хойя прижался к канатам, а затем упал на канвас. Рефери Миллс Лейн не счёл это нокдауном. Он приостановил поединок и снял с Уитакера одно очко за удар головой. В конце 9-го раунда Уитакер выбросил встречный левый хук в голову противника. Удар прошёлся вскользь, но Де Ла Хойя не удержался и упал на колено. Рефери отсчитал нокдаун. Де Ла Хойя не согласился с решением Лейна. Комментатор HBO Ларри Мерчант счёл, что Де Ла Хойя не удержал баланс. По окончании поединка судьи единогласно отдали победу Де Ла Хойе. Уитакер был удивлён вердиктом. Решение было спорным.

### 1997—2001
В октябре 1997 года Уитакер встретился в элиминаторе с Андреем Пестряевым. Уитакер победил, однако позже был пойман на допинге. Результат боя поменяли на «несостоявшийся».
В феврале 1999 года Уитакер встретился с непобеждённым пуэрториканцем Феликсом Тринидадом. Тринидад уверенно победил по очкам.
В апреле 2001 года Уитакер встретился с малоизвестным Карлосом Бохоркесом. Уитакер проиграл техническим нокаутом в 4-м раунде. После этого он ушёл из бокса.

## Гибель
Погиб 14 июля 2019 года в результате ДТП — был сбит автомобилем когда переходил улицу в Верджиния-Бич.